# Jorge Hevia Sierra
Jorge Hevia Sierra (Colunga, Asturias, 1959) es un diplomático español. Ha sido Embajador de España en El Salvador (2004-2008) y ante la Organización de Estados Americanos y Organismos Interamericanos de Cooperación (2012-2017) y es el Embajador de España en Arabia Saudí (desde octubre de 2021).

## Biografía
Tras licenciarse en Derecho en la Universidad Autónoma de Madrid, y doctorarse en Derecho en la Angelicum de Roma, ingresó en la carrera diplomática en 1985.
A lo largo de su carrera diplomática ha ocupado diversos cargos: consejero técnico en el Gabinete del ministro de Asuntos Exteriores (1986); segunda jefatura en la Embajada de España en Santo Domingo, República Dominicana (1989); consejero en la Embajada de España ante la Santa Sede (1993); Asesor Diplomático del Presidente del Congreso de los Diputados (1996); director general del Gabinete del ministro de Defensa (2000); director general de Relaciones Institucionales de la Defensa (2001); Embajador de España en El Salvador (2004); Consejero Cultural de la Embajada de España en Italia (2008); Subdirector General de Países de Mercosur y Chile —en la Dirección General de Iberoamérica del Ministerio de Asuntos Exteriores y Cooperación— (2011);
Así mismo, ha sido presidente (hasta 2021) de la Asociación de Diplomáticos Españoles (ADE), que agrupa al 70% de los diplomáticos del país.
Es embajador de España en Arabia Saudí desde el 11 de octubre de 2021.